# 松原职业技术学院
松原职业技术学院，是位于中华人民共和国吉林省松原市的一所全日制公办普通高职院校。该校由原吉林省油田职工大学、松原农村成人高等专科学校、吉林师范大学松原分院、吉林师范大学前郭蒙古族师范分院合并组建。